# Metoa uniformis
Metoa uniformis là một loài tò vò trong họ Ichneumonidae.